# Chrysops flavocinctus
Chrysops flavocinctus är en tvåvingeart som beskrevs av Ricardo 1902. Chrysops flavocinctus ingår i släktet Chrysops och familjen bromsar. Inga underarter finns listade i Catalogue of Life.